# Alexander-Martin Sardina
Alexander-Martin Sardina (nacido el 15 de septiembre de 1973 en Hamburgo; [za.ˈdɪ.nɐ] pronunciación en alemánⓘ y [saɾ.ˈdiː.na] pronunciación en italianoⓘ) es un politólogo alemán y anterior diputado del Parlamento de Hamburgo por la Unión Demócrata Cristiana (CDU). Tiene doble nacionalidad y posee también la nacionalidad italiana.

## Formación y actividades profesionales
Fue estudiante al Colégio St. Ansgar/Hamburgo, salió con bachillerato en 1994 (Abitur). Luego estudió pedagogía, americanismo y ciencia política a la Universidad de Hamburgo. Viajes relevantes a sus estudios lo llevaron a los Estados Unidos de América, Macao, Hong Kong y a la República Popular China. Durante los años 1994-1997, absolvó un estudio adicional pedagógico en educación religiosa católica.
Su tesis del Examen de Estado lleva el título Escuelas Èlitas durante el Nacionalsocialismo (en alemán: Die Nationalpolitischen Erziehungsanstalten NAPOLAs als Beleg für widersprüchliche NS-Erziehungskonzeptionen im Dritten Reich).
En 2017, se doctoró con su tesis doctoral sobre La Educación en Idiomas Extranjeras en las Escuelas de República Democrática Alemana 1949-1989 (en alemán: Fremdsprachenpolitische Entwicklungen unter besonderer Berücksichtigung der Sprache ‚Englisch‘ im System der Volksbildung in der Sowjetischen Besatzungszone und der Deutschen Demokratischen Republik (1945 bis 1989) – Eine durch Zeitzeugenaussagen ergänzte bildungsgeschichtliche Analyse auf der Grundlage von Archivalien der Sowjetischen Militäradministration in Deutschland und des Ministeriums für Volksbildung der DDR).
Sus actividades profesionales de asesor se concentran mayormente a Berlín desde el año 2003 (Consultor de negocios).

## Trabajo político
Sardina es miembro del partido político Unión Demócrata Cristiana (CDU) desde 1994. En los años 1994-2008, fue miembro de la organización juvenil del partido (Junge Union). Por último en función del Vicepresidente de la Federación regional. Durante los años 2003-2008, fue Presidente del Partido (Ortsvorsitzender) en el distrito Horn.
En los años 1997-2002, Sardina fue miembro del Consejo Administrativo de Autoridades para jóvenes de Formación Escolar y de Educación Profesional. Desde 2002-2004, ocupó escaño en el Departamento del Senado Hamburgués de Medioambiente y de Sector salud.
Sardina fue Secretario General de la Fracción Parlamentaria del distrito central de Hamburgo en los años 2001-2005, Presidente de la Comisión de Petición y en 2004/2005 Presidente de la Reunión de los Diputados del Distrito (Bezirksversammlung). Sardina fue miembro de la Comisión de Control del Senado de 2002-2005, Comisión responsable para el control de Internamientos Psiquiátricos y de las personas en Centros de Desintoxicación internadas por ejecución de sanción administrativa.
Sardina fue Diputado del Parlamento de Hamburgo de 2005 a 2008. En ese tiempo fue miembro en varias comisiones, p.e. en la Comisión de Petición, Comisión de la Unión Europea, la Comisión Investigadora en una prisión de jóvenes.
Sardina participó personalmente en 71 iniciativas parlamentarias; fue portavoz de sección para asuntos políticos en Asia de la Fracción Parlamentaria CDU; él fue miembro del Consejo de Administración de la Fundación Puente al Asia (Senatsstiftung Asien-Brücke), poniendo así acentos en el desarrollo político, con prioridad en Sri Lanka.
Sardina fue el primer diputado quien abrió una oficina pública (Wahlkreisbüro) en el barrio de Hamburgo-Horn, inaugurada por el Primer Alcalde Ole von Beust y Sardina el 12 de enero de 2006.
Tras dimitir en marzo de 2008 a su escaño en el Parlamento Hamburgués, Sardina se retiró de actividades políticas.

## Pertenencias
Sardina participa en el Movimiento Europeo desde 1994, es miembro de la Unión Europea de Hamburgo, ha sido presidente Regional de la Jóvenes Europeos Federalistas (JEF). Como anterior diputado, sigue de miembro en la "Sociedad Parlamentaria Alemana" a Berlín y en la "Asociación del Museo de Etnología de Hamburgo".

## Publicaciones
- Alexander-Martin Sardina: »Hello, girls and boys!« – Fremdsprachenunterricht in der SBZ und DDR. Berlín 2018, ISBN 978-3941461-28-4.
- Alexander-Martin Sardina: Die Nationalpolitischen Erziehungsanstalten (NAPOLAs) als Beleg für widersprüchliche NS-Erziehungskonzeptionen im Dritten Reich. Diskurs und Zeitzeugenbefragung. Múnich 2010, ISBN 978-3-640-54533-9.
- Alexander-Martin Sardina: Amerikanisches Englisch unter besonderer Berücksichtigung seiner historischen Entwicklung. Gemeinsamkeiten und Unterschiede im Vergleich zum britischen Englisch. Múnich 2000, ISBN 3-640-52723-2.